# Helmuth von Grolman

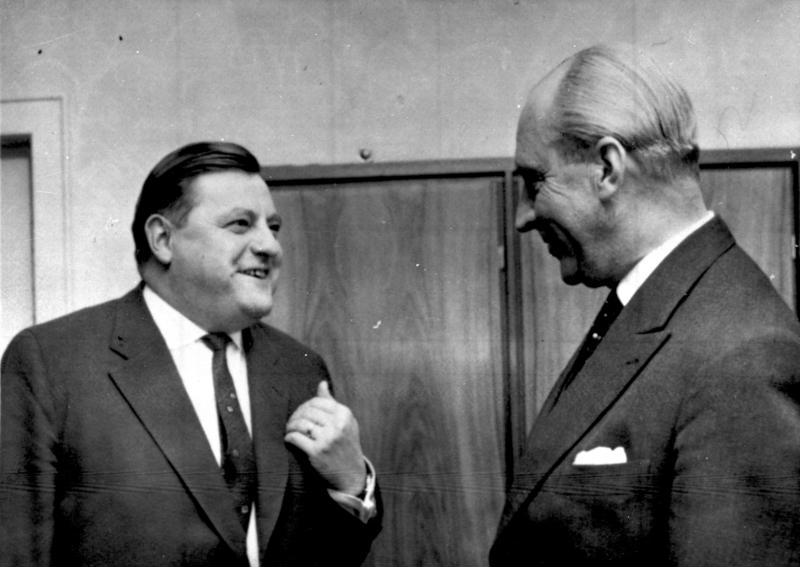
Helmuth von Grolman (rechts) mit Franz Josef Strauß, 1959

Helmuth Wilhelm Otto von Grolman (* 6. November 1898 in Reinshain, Kreis Crossen; † 18. Januar 1977 in Hannover) war ein deutscher Generalleutnant im Zweiten Weltkrieg, Politiker und erster Wehrbeauftragter des Deutschen Bundestages.

## Ausbildung und Beruf
Helmuth entstammte dem Adelsgeschlecht derer von Grolman. Sein Vater war der Landschaftsdirektor und zeitweilige Reichs- und Staatskommissar zur Ermittlung von Aufruhrschäden in Oberschlesien Siegfried von Grolman (1870–1938).
Grolman trat während des Ersten Weltkriegs am 30. Juni 1916 als Fahnenjunker in das 3. Garde-Ulanen-Regiment der Preußischen Armee in Potsdam ein. Im weiteren Kriegsverlauf absolvierte er Ende Oktober 1917 eine Flugzeugführerausbildung und war bei der Fliegertruppe tätig. Für sein Wirken erhielt er beide Klassen des Eisernen Kreuzes, das Militär-Flugzeugführer-Abzeichen sowie das Ritterkreuz II. Klasse des Albrechts-Ordens mit Schwertern.
Nach Kriegsende versetzte man Grolman zunächst in sein Stammregiment zurück und wurde dann in die Reichswehr übernommen. Er schied am 31. Dezember 1920 aus dem Militärdienst aus, absolvierte bis 1924 zunächst eine Banklehre und begann anschließend ein Studium der Nationalökonomie. 1924 ließ er sich reaktivieren und trat wieder in die Reichswehr ein. Auch in der Wehrmacht diente er als Offizier. Bis 1937 war er im Generalstab des Heeres tätig und wurde 1938 Erster Generalstabsoffizier (Ia) der 28. Infanterie-Division. Mit dieser nahm er zu Beginn des Zweiten Weltkriegs am Überfall auf Polen sowie am Westfeldzug teil und wurde anschließend als Erster Generalstabsoffizier in die Operationsabteilung des Generalstabs des Heeres versetzt, wo er bis Ende 1942 tätig war. 1943 führte er für ein halbes Jahr das Panzer-Regiment 1 und wurde im August des Jahres Chef des Generalstabes der auf dem Balkan eingesetzten 2. Panzerarmee.
Im Juli 1944 wurde er schließlich als Nachfolger von Walther Wenck Chef des Generalstabes der Heeresgruppe Südukraine (ab September 1944 Heeresgruppe Süd), erhielt am 12. August 1944 das Deutsche Kreuz in Gold und avancierte am 1. November 1944 zum Generalleutnant. Das Ende des Krieges erlebte er als Kommandeur der 4. Kavallerie-Division (ab 24. März 1945). Mit der bedingungslosen Kapitulation der Wehrmacht geriet Grolman in US-amerikanische Kriegsgefangenschaft, aus der er am 31. März 1948 entlassen wurde.

## Öffentliche Ämter
1949 trat er unter Minister Heinrich Albertz  in das Niedersächsische Ministerium für Flüchtlingsangelegenheiten ein und wurde 1953 Staatssekretär im Ministerium für Vertriebene. Der Pastor Albertz war durch Grolman mehrmals vor den Verfolgungen durch die Nationalsozialisten geschützt worden.
1955 bis 1957 arbeitete er im Personalgutachterausschuss für die Bundeswehr mit.
Am 19. Februar 1959 wurde er mit großer Mehrheit zum ersten Wehrbeauftragten des Deutschen Bundestages gewählt und am 20. März 1959 vereidigt. Am 1. April 1959 trat er sein Amt in Bonn an.
Der erste Jahresbericht Grolmans 1960 löste heftige öffentliche Diskussionen um sein Amt und seine Position aus. Grolman berichtete, der schnelle Aufbau wirke sich nachteilig auf Stimmung und Geist der Soldaten aus. Diese Äußerung bezeichnete der damalige Bundesminister der Verteidigung, Franz Josef Strauß, als „Zuständigkeitsüberschreitung“.
Nachdem Grolman, der Ehemann und Vater von fünf Kindern war, öffentlich eine homosexuelle Beziehung zu dem siebzehnjährigen Kellnerlehrling Eckhard Krull nachgesagt wurde, bat er am 14. Juli 1961 um seine Entlassung. Im Zuge der öffentlichen Diskussion um seine homosexuelle Neigung, hatte Grolman am 13. Juli in seinem Büro einen Suizidversuch mit einer Zyankali-Kapsel unternommen, der aber fehlschlug. Krull hatte bereits am 9. Juli einen vergeblichen Selbstmordversuch mit Schlaftabletten verübt. Grolman wurde vom Gericht im September 1961 wegen Unzucht mit Minderjährigen zu drei Monaten Gefängnis mit Bewährung verurteilt, da es zur Zubilligung verminderter Zurechnungsfähigkeit infolge Missbrauchs von Schlafmitteln kam.
Bis zu seinem Lebensende lebte Grolman zurückgezogen im Kreise seiner Familie.